# Bayfield Beach (plaża chroniona)
Bayfield Beach – plaża chroniona (chroniony odcinek wybrzeża) na poziomie prowincjonalnym (protected beach) w kanadyjskiej Nowej Szkocji, w hrabstwie Antigonish, na północny zachód od miejscowości Bayfield, utworzona 17 sierpnia 1976; nazwa urzędowo zatwierdzona 4 maja 2009.